# Estrilda thomensis
Estrilda thomensis е вид птица от семейство Estrildidae. Видът е почти застрашен от изчезване.

## Разпространение
Видът е разпространен в Ангола и Намибия.